# Brevundimonas
Las Brevundimonas son un género de la familia Caulobacteraceae de las proteobacteria.
- Datos: Q4962610
- Multimedia: Brevundimonas / Q4962610
- Especies: Brevundimonas